# Orofino
Orofino er en amerikansk by og administrativt centrum for det amerikanske county Clearwater County i staten Idaho. I 2000 havde byen et indbyggertal på 3.247.
46°29′08″N 116°15′32″V / 46.4856°N 116.2589°V